# Thomas Tufton
Pour les articles homonymes, voir Tufton.
Thomas Tufton (30 août 1644 - 30 juillet 1729) est un homme politique anglais.

## Biographie
Il est le quatrième fils de John Tufton (2e comte de Thanet) et de sa femme Margaret Sackville, baronne Clifford, et hérite du titre à la mort, en 1684, de son frère aîné Richard Tufton, cinquième comte de Thanet. Par l'intermédiaire de sa grand-mère maternelle, Anne Clifford, il est l'héritier de la baronnie de Clifford et de vastes domaines de Cumberland et de Westmorland. Il a été haut-shérif héréditaire de Westmorland de 1684 à 1729.
Il obtient le grade de capitaine au service de la troupe de cheval. Il exerce la fonction de député d'Appleby entre 1668 et 1679. Il obtient le grade de colonel en 1685 au service du régiment de cavalerie et occupe le poste de lord-Lieutenant de Westmorland entre 1685 et 1687 et celui de lord-lieutenant de Cumberland entre 1685 et 1687. Il accède au titre de 18e lord Clifford [E., 1299] le 12 décembre 1691, reçu par la Chambre des lords. Il est investi comme conseiller privé (PC) de 1703 à 1707 et de 1711 à 1714 et occupe le poste de lord-lieutenant de Cumberland entre 1712 et 1714.

## Famille
Le 14 août 1684, il épouse Catharine Cavendish (décédée en 1712), fille de Henry Cavendish (2e duc de Newcastle). Ils ont huit enfants, dont cinq ont atteint l'âge adulte :    
- John Tufton, lord Tufton (né le 29 avril 1686)
- Thomas Tufton, lord Tufton (né le 19 novembre 1690)
- John Tufton, lord Tufton (né le 23 septembre 1691)
- Catherine Tufton (24 avril 1692[4] - 13 février 1734)[1], mariée le 21 mars 1709 à Edward Watson (vicomte Sondes)
- Anne Tufton (décédée le 22 mars 1757), mariée le 12 février 1709 à James Cecil (5e comte de Salisbury)
- Margaret Tufton (16 juin 1700 - 28 février 1775), mariée le 3 juillet 1718 à Thomas Coke (1er comte de Leicester, 1697-1759)
- Mary Tufton (décédée le 12 février 1785), épouse d'abord Anthony Gray, comte de Harold (décédé en 1723), et en deuxièmes noces le 16 mai 1736 à John Leveson-Gower (1er comte Gower)
- Isabella Tufton (décédée le 10 janvier 1764), épouse en premier lord Nassau Powlett (décédé en 1741), et en secondes noces sir Francis Blake Delaval

À sa mort, son titre est passé à son neveu Sackville Tufton (7e comte de Thanet), fils de son frère cadet Sackville. La baronnie de Clifford est à nouveau restée en suspens jusqu'en 1734.